# Adam II. von Neuhaus

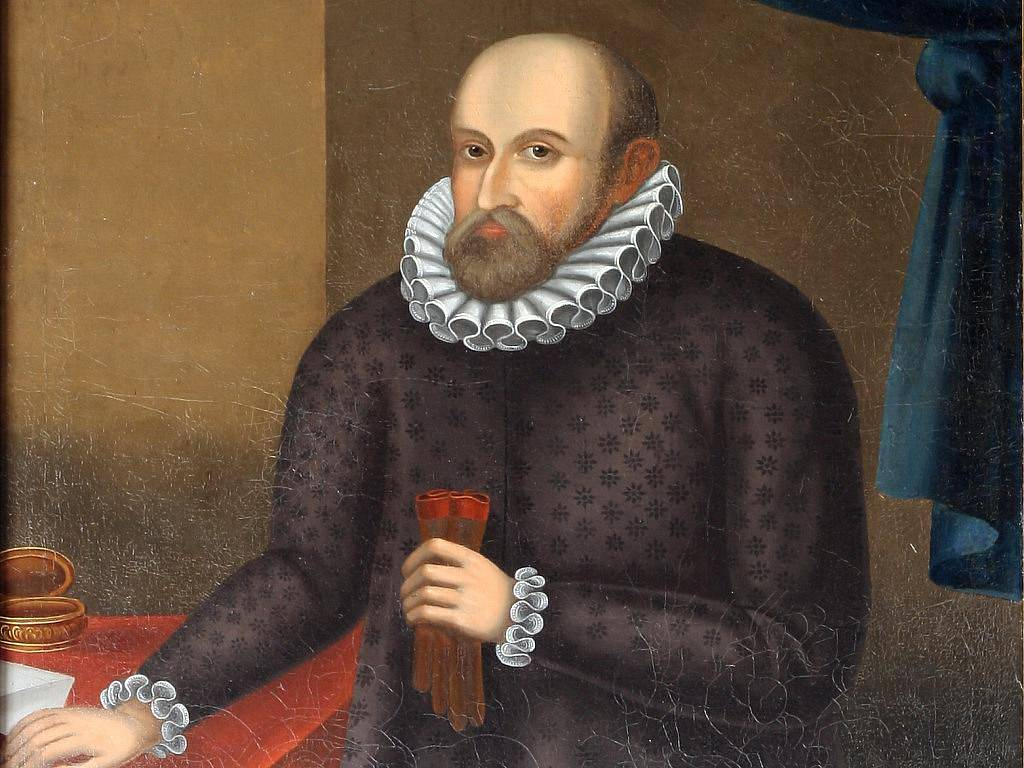
Adam II. von Neuhaus

Adam II. von Neuhaus (auch Adam II. von Hradec, tschechisch Adam II. z Hradce; * 1546; † 24. November 1596 in Prag) war 1585–1593 Oberstkanzler von Böhmen und ab 1593 Prager Oberstburggraf. Er entstammte der Teltscher Linie der Herren von Neuhaus.

## Leben
Seine Eltern waren Joachim von Neuhaus und Anna von Rosenberg. Er wurde am Wiener Hof erzogen und übernahm nach dem Tod seines Vaters 1565 gemeinsam mit seiner Mutter die Verwaltung der ererbten Besitzungen. 1567 beteiligte er sich in Ungarn an den Türkenkriegen. 1569–1573 war er Kammerherr der Erzherzöge Rudolf II. und Ernst, mit denen er Bildungsreisen nach Italien, Frankreich, Spanien und in die Niederlande unternahm.
Durch Vermittlung des Wiener Hofs vermählte sich Adam 1571 mit der 15-jährigen Katharina von Montfort, die er erst 1574 auf seinen Hof nach Neuhaus holte. In diesem Jahr übernahm er die selbständige Regentschaft, nachdem sich seine Mutter aus der Mitverwaltung der Besitzungen zurückgezogen hatte. Adam residierte im Prager Palais und auf dem Schloss Jindřichův Hradec, wo er große Gastmähler, Turniere und andere Einladungen gab, die seine Finanzen belasteten und zur Überschuldung seiner Besitzungen beitrugen. Allein in Neuhaus unterhielt er um 1575 weit über 100 Hofbeamte und Bedienstete, zu denen über 40 Bedienstete der herrschaftlichen Brauerei, der Mühle, der Gehege und des Gutshofs hinzukamen. Ende der 1570er Jahre betrug die Verschuldung das Zehnfache der jährlichen Einnahmen. 1578 floh Adam aus Prag, um seinen Gläubigern zu entkommen. Nachfolgend bemühten sich der Verwalter des Dominiums, Stephan Wratislaw von Mitrowitz (Štěpán Vratislav z Mitrovic) und der Neuhauser Hauptmann Johann Zelendar von Prošovice durch wirtschaftliche Reformen auf den zugehörigen Gutshöfen um eine Konsolidierung des Vermögens. Zelendars Schwiegersohn, der Deichbauer Jakob Krčín von Jelčany vergrößerte die bestehenden Teiche und legte neue an. 1581 wurde eine herrschaftliche Brauerei errichtet, die die größte von ganz Böhmen gewesen sein soll.
Eine weitere Verbesserung der finanziellen Lage führte Kaiser Rudolf II. herbei, indem er 1585 den politisch unerfahrenen Adam zum Oberstkanzler von Böhmen ernannte. Durch die hohe Position sah sich Adam zu großen Investitionen veranlasst, durch die er wiederum in eine Verschuldung geriet. Er ließ das Schloss Neuhaus, das bereits während der Regentschaft seines Vaters durch Antonio Ericer umgestaltet worden war, repräsentativ umbauen. Den Umbau leitete der italienische Architekt Baldassare Maggi, der in den 1580er Jahren auch das Schloss Hluboká umgestaltete. Das Prager Palais wurde vermutlich unter Leitung des kaiserlichen Architekten Ulrico Aostalli umgebaut.
Entsprechend einem Vertrag, der 1550 zwischen Adams Vater Joachim und dessen Bruder Zacharias abgeschlossen worden war, gelangte Adam im Februar 1589 an das Erbe seines Onkels Zacharias von Neuhaus, der ohne männliche Nachkommen starb. Er soll zu seinen Lebzeiten der reichste Magnat Mährens gewesen sein und hinterließ Adam neben dem Schloss Telč mit der zugehörigen Herrschaft drei Städte, fünf Městys und 112 Dörfer sowie seine Schatzkammer und bares Geld. Zusammen mit seinen bisherigen Besitzungen wurde Adam damit nach Wilhelm von Rosenberg der zweitreichste Magnat Böhmens. Ihm gehörten nun sieben Herrschaften, fünf Städte, elf Městys und 263 Dörfer mit 6.325 Untergebenen. Zudem eignete er sich zu Unrecht die Herrschaften Polná und Přibyslav an, die entsprechend der Verfügung seines Onkels Zacharias dessen Tochter Katharina bekommen sollte. Nach einer Verhandlung vor dem Landgericht wurde Adam zur Zahlung einer großen Geldsumme an seine Cousine Katharina verurteilt, wodurch er wieder in die Verschuldung geriet. Vermutlich deshalb wurde er am 16. Juni 1593 vom Kaiser Rudolf II. zum Prager Oberstburggrafen ernannt.
Obwohl Adam auf der Seite des katholischen Adels stand, wählte er seine Bediensteten unabhängig von ihrer Konfession und auch unabhängig von ihrer nationalen Zugehörigkeit aus. Während die Dominienverwalter Stephan/Štěpan und Georg/Jiří Vratislav von Mitrovic treue Katholiken waren, bekannte sich der Neuhauser Hauptmann Zelendar zum Utraquismus. Adams Ehefrau Katharina war eine eifrige Katholikin und unterhielt enge Beziehungen zu den Prager Jesuiten sowie zu der gegenreformatorischen Gruppe um Polyxena von Pernstein. Vermutlich auf Wunsch seiner Frau unterzeichnete Adam im Januar 1594 einen Stiftungsbrief, mit dem das Neuhauser Jesuitenkolleg gegründet wurde.
Um seinem Onkel Peter Wok von Rosenberg, der nach dem Tod seines Bruders Wilhelm von Rosenberg seit 1592 gegen den wirtschaftlichen Bankrott kämpfte, finanziell zu helfen, kaufte er diesem 1596 die Hälfte von Stráž ab. Kurz darauf starb er in seinem Prager Palais. Er wurde – zusammen mit dem Leichnam seines Sohnes Wilhelm Zacharias, der 1589 in Prag starb und zunächst dort bestattet wurde – nach Neuhaus überführt und dort beigesetzt. Gleichzeitig wurde auch Adams Tochter Katharina beerdigt, die zehn Tage vor Adam gestorben war. Erbe und Nachfolger wurde Adams Sohn Joachim Ulrich von Neuhaus.

## Familie
Adam II. von Neuhaus war mit Katharina von Montfort († 1631) verheiratet. Der Ehe entstammten die Kinder:
- Wilhelm Zacharias (Vílem Zachariaš; 1575–1589)
- Bohunka (1576–1577)
- Anna Katharina (1578–1596)
- Joachim Ulrich (1579–1604), Burggraf von Karlstein; verheiratet mit Maria Maximiliane von Hohenzollern
- Lucie Otilie (1582–1633), verheiratet mit Wilhelm Slavata